# Bibliografia lui Philip K. Dick
Bibliografia lui Philip K. Dick include 36 de romane, 121 de povestiri și 14 culegeri de povestiri publicate de scriitorul american de science fiction Philip K. Dick (16 decembrie 1928 – 2 martie 1982) în timpul vieții.

La data morții, opera sa era cunoscută preponderent cititorilor de science fiction și multe dintre romanele și povestirile sale nu se mai tipăreau. Până acum au fost publicate 44 de romane, traducerile lor apărând în 25 de limbi. Între 1991 și 1997 au fost publicate cinci volume de corespondență selectivă a lui Philip K. Dick; patru dintre volume au apărut la Underwood-Miller, iar al cincilea la Underwood Books.  
The Library of America a editat trei colecții cuprinzând romanele lui Dick. Prima, publicată în iunie 2007,  conține Omul din castelul înalt, Cele trei stigmate ale lui Palmer Eldritch, Visează androizii oi electrice? și Ubik, aceasta fiind prima dată când science fiction-ul a fost inclus în canonul LOA. A doua colecție s-a lansat în iulie 2008 și a inclus Martian Time Slip, Dr. Bloodmoney, Now Wait for Last Year, Curgeți, lacrimile mele, zise polițistul și Substanța M. A treia colecție, apărută în iulie 2009, include Labirintul morții, VALIS, Invazia divină și The Transmigration of Timothy Archer.
Există cel puțin nouă ecranizări după operele lui Dick, Vânătorul de recompense (1982) fiind considerată o adecărată "capodoperă".
Erik Davis a clasificat cinci teme filozofice recurente în operele lui Dick: realitățile false, omul vs. mașină, entropia, natura divinității și controlul social.

## Opera

### Romane
- Solar Lottery (1955)

ro. Loterie solară (Traducere Anca Răzuș) - serializat în Colecția "Povestiri științifico-fantastice" nr. 492-496, 1992-93 și publicat în volum la Editura Știință și Tehnică 1994
- The World Jones Made (1956)
- The Cosmic Puppets (1957)
- Eye in the Sky (1957)
- The Man Who Japed (1957)
- Time Out of Joint (1959)

ro. Timpul dezarticulat (Traducere Mihail Moroiu) - Editura Nemira 1995 și 2006
- Vulcan's Hammer (1960)
- Dr. Futurity (1960)
- The Man in the High Castle (1962) - premiul Hugo 1963[8]

ro. Omul din castelul înalt (Traducere Mircea Ștefancu) - Editura Nemira 1995 și 2006
- The Game-Players of Titan (1963)

ro.  Jucătorii de pe Titan (Traducere Cristina și Ștefan Ghidoveanu) - Editura Nemira 2009
- Martian Time-Slip (1964)
- The Simulacra (1964)
- Clans of the Alphane Moon (1964)

ro. Clanurile de pe Alpha (Traducere Roxana Brînceanu) - Editura Nemira 2008
- The Penultimate Truth (1964)
- Dr. Bloodmoney, or How We Got Along After the Bomb (1965) - nominalizat la premiul Nebula 1965[9]

ro. Dr. Bloodmoney - Editura Nemira 2017
- The Three Stigmata of Palmer Eldritch (1965) - nominalizat la premiul Nebula 1965;[9]

ro. Cele trei stigmate ale lui Palmer Eldritch (Traducere Mircea Ștefancu) - Editura Nemira 1996 și 2006
- The Crack in Space (1966)
- Now Wait for Last Year (1966)
- The Unteleported Man (1966) - republicat cu titlul Lies, Inc. (1984)
- The Zap Gun (1967)
- The Ganymede Takeover (1967) - cu Ray Nelson
- Counter-Clock World (1967)
- Do Androids Dream of Electric Sheep? (1968) - nominalizat la premiul Nebula 1968;[10]

ro. Vânătorul de recompense (Traducere Ștefan Ghidoveanu) - Editura Nemira 1992
ro. Visează androizii oi electrice? (Traducere Ștefan Ghidoveanu) - Editura Nemira 2005
- Ubik (1969)

ro. Ubik (Traducere Ștefan Ghidoveanu) - Editura Nemira 1994 și 2006
- Galactic Pot-Healer (1969)
- A Maze of Death (1970)

ro. Labirintul morții - Editura Athena 1995
- Our Friends from Frolix 8 (1970)
- We Can Build You (1972) - scris în 1962
- Flow My Tears, The Policeman Said (1974) - nominalizat la premiul Nebula 1974;[11], câștigător al premiului John W. Campbell 1975;[12], nominalizat la premiul Hugo 1975;[12], nominalizat la premiul Locus 1975;[12]

ro. Curgeți, lacrimile mele, zise polițistul (Traducere Ștefan Ghidoveanu) - Editura Nemira 2015
- Confessions of a Crap Artist (1975) - scris în 1959
- Deus Irae (1976) - scris în 1964, împreună cu Roger Zelazny
- A Scanner Darkly (1977) - câștigător al premiului British Science Fiction 1978;[13], nominalizat la premiul John W. Campbell 1978;[13]

ro. Substanța M (Traducere Ana-Veronica Mircea) - Editura Nemira 2007
- VALIS (1981)
- The Divine Invasion (1981) - nominalizat la premiul British Science Fiction 1982;[14]

ro. Invazia divină - Editura Clasic 1994
- The Man Whose Teeth Were All Exactly Alike (1982) - scris în 1960
- The Transmigration of Timothy Archer (1982) - nominalizat la premiul Nebula 1982;[14], nominalizat la premiul Locus 1983;[15]
- Puttering About in a Small Land (1985) - scris în 1957
- In Milton Lumky Territory (1985) - scris în 1958
- Radio Free Albemuth (1985) - scris în 1976
- Humpty Dumpty in Oakland (1986) - scris în 1960
- Mary and the Giant (1987) - scris în 1954
- The Broken Bubble (1988) - scris în 1956
- Nick and the Glimmung (1988) - pentru copii, scris în 1966
- Gather Yourselves Together (1994) - scris în 1950
- Voices from the Street (2007) - scris în 1952

#### Library of America
Library of America a republicat multe dintre romanele lui Dick:
2007Four Novels of the 1960s: The Man in the High Castle/The Three Stigmata of Palmer Eldritch/Do Androids Dream of Electric Sheep?/Ubik ISBN 978-1-59853-009-4
2008Philip K. Dick: Five Novels of the 1960s and 70s: Martian Time Slip / Dr. Bloodmoney / Now Wait for Last Year / Flow My Tears the Policeman Said / A Scanner Darkly ISBN 978-1-59853-025-4
2009Philip K. Dick: VALIS and Later Novels: A Maze of Death/VALIS/The Divine Invasion/The Transmigration of Bishop Timothy Archer ISBN 978-1-59853-044-5

### Culegeri de povestiri
- A Handful of Darkness (1955)
- The Variable Man (1956)
- The Preserving Machine (1969)
- The Book of Philip K. Dick (1973) - retipărită în 1977 sub titlul The Turning Wheel and Other Stories
- The Best of Philip K. Dick (1977)
- The Golden Man (1980)
- Robots, Androids, and Mechanical Oddities (1984)
- I Hope I Shall Arrive Soon (1985)
- The Collected Stories of Philip K. Dick (1987)
- Beyond Lies the Wub (1988)
- The Dark Haired Girl (1988)
- Second Variety (1989)
- The Father-Thing (1989)
- The Days of Perky Pat (1990)
- The Little Black Box (1990)
- The Short Happy Life of the Brown Oxford (1990)
- We Can Remember It for You Wholesale (1990)
- The Minority Report (1991)
- Second Variety (1991)
- The Eye of the Sibyl (1992)
- The Philip K. Dick Reader (1997)
- Minority Report (2002)

ro. Furnica electrică (Traducere Ion Doru Brana) - Editura Nemira 2006
- Selected Stories of Philip K. Dick (2002)
- Paycheck (2004)
- Vintage PKD (2006)
- The Early Work of Philip K. Dick, Volume One: The Variable Man & Other Stories (2009)
- The Early Work of Philip K. Dick, Volume Two: Breakfast at Twilight & Other Stories (2009)

### Manuscrise pierdute
- A Time for George Stavros - scris în 1956
- Pilgrim on the Hill - scris în 1956
- Nicholas and the Higs - scris în 1958

### Povestiri
1952
"Beyond Lies the Wub" - ro. Dincolo zace wubul
"The Gun"
"The Little Movement"
"The Skull"
"The Variable Man"
1953
"The Builder"
"Colony"
"The Commuter"
"The Cookie Lady"
"The Cosmic Poachers"
"The Defenders"
"Expendable"
"The Eyes Have It"
"The Great C" (adaptat în romanul Deus Irae)
"The Hanging Stranger"
"The Impossible Planet"
"Impostor" - ro. Impostorul
"The Indefatigable Frog"
"The Infinities"
"The King of the Elves"
"Martians Come in Clouds"
"Mr. Spaceship"
"Out in the Garden"
"Paycheck"
"Piper in the Woods"
"Planet for Transients"
"The Preserving Machine"
"Project: Earth"
"Roog"
"Second Variety" - ro. Varietatea a doua
"Some Kinds of Life"
"The Trouble with Bubbles"
"The World She Wanted"
1954
"Adjustment Team"
"Beyond the Door"
"Breakfast at Twilight"
"The Crawlers"
"The Crystal Crypt"
"Exhibit Piece"
"The Father-thing"
"The Golden Man"
"James P. Crow"
"Jon's World"
"The Last of the Masters" (cunoscută și ca "Protection Agency")
"Meddler"
"Of Withered Apples"
"A Present for Pat"
"Prize Ship"
"Progeny"
"Prominent Author"
"Sales Pitch"
"Shell Game"
"The Short Happy Life of the Brown Oxford"
"Small Town"
"Souvenir"
"Strange Eden"
"Survey Team"
"Time Pawn"
"Tony and the Beetles"
"The Turning Wheel"
"Upon the Dull Earth"
"A World of Talent"
1955
"Autofac"
"Captive Market"
"The Chromium Fence"
"Foster, You're Dead!" - ro. Foster, ești mort!
"The Hood Maker"
"Human Is"
"The Mold of Yancy"
"Nanny"
"Psi-man Heal My Child!"
"Service Call"
"A Surface Raid"
"Vulcan's Hammer"
"War Veteran"
1956
"A Glass of Darkness"
"The Minority Report" - ro. Raport minoritar
"Pay for the Printer"
"To Serve the Master"
1957
"Misadjustment"
"The Unreconstructed M"
1958
"Null-O"
1959
"Explorers We"
"Fair Game"
"Recall Mechanism"
"War Game" - ro. Un joc de război
1963
"All We Marsmen"
"The Days of Perky Pat"
"If There Were No Benny Cemoli"
"Stand-by"
"What'll We Do With Ragland Park?"
1964
"Cantata 140"
"A Game of Unchance"
"The Little Black Box"
"Novelty Act"
"Oh, to be a Blobel!" - ro. Ah, să fii gelat!...
"Orpheus with Clay Feet"
"Precious Artifact"
"The Unteleported Man"
"The War with the Fnools"
"Waterspider"
"What the Dead Men Say" - ro. Ce spun morții
1965
"Project Plowshare"
"Retreat Syndrome"
1966
"Holy Quarrel"
"We Can Remember It for You Wholesale" - Amintiri garantate
"Your Appointment Will Be Yesterday"
1967
"Faith of our Fathers" - Credința părinților noștri
"Return Match"
1968
"Not By Its Cover"
"The Story To End All Stories"
1969
"A. Lincoln, Simulacrum"
"The Electric Ant" - ro. Furnica electrică
1972
"Cadbury, the Beaver Who Lacked"
1974
"The Different Stages of Love"
"The Pre-persons"
"A Little Something For Us Tempunauts"
1979
"The Exit Door Leads In"
1980
"I Hope I Shall Arrive Soon" (intitulată inițial "Frozen Journey")
"Rautavaara's Case"
- - „Cazul Rautavaara”, CPSF #484, pag. 3, traducere de Cristian Tamaș

"Chains of Air, Web of Aether"
1981
"The Alien Mind"
1984
"Strange Memories Of Death"
1987
"The Day Mr. Computer Fell Out of Its Tree"
"The Eye of The Sibyl"
"Fawn, Look Back"
"Stability"
1988
"Goodbye, Vincent"
1989
"11-17-80"
1992
"The Name of the Game is Death"

### Culegeri de non-ficțiune
- 1995: The Shifting Realities of Philip K. Dick: Selected Literary and Philosophical Writings  [16]
- 2011 (în pregătire): The Exegesis of Philip K. Dick, Vol. 1, Jonathan Lethem și Pamela Jackson, Houghton Mifflin[17]

### Ecranizări
| #  | Film                    | Data | Regizor                     | Sursă operă                     | Data | Tip       | serial TV sau continuare                                          | Data |
| -- | ----------------------- | ---- | --------------------------- | ------------------------------- | ---- | --------- | ----------------------------------------------------------------- | ---- |
| 1  | Vânătorul de recompense | 1982 | Ridley Scott                | Visează androizii oi electrice? | 1968 | roman     | serialul TV: Total Recall 2070                                    | 1999 |
| 2  | Total Recall            | 1990 | Paul Verhoeven              | "Amintiri garantate"            | 1966 | povestire | serialul TV: Total Recall 2070                                    | 1999 |
| 3  | Confessions d'un Barjo  | 1992 | Jérôme Boivin               | Confessions of a Crap Artist    | 1975 | roman     | -                                                                 | -    |
| 4  | Screamers               | 1995 | Christian Duguay            | "Varietatea a doua"             | 1953 | povestire | continuare: Screamers: The Hunting                                | 2009 |
| 5  | Minority Report         | 2002 | Steven Spielberg            | "Raport minoritar"              | 1956 | povestire | -                                                                 | -    |
| 6  | Impostor                | 2002 | Gary Fleder                 | "Impostorul"                    | 1953 | povestire | episod în serialul TV: Out of This World, adaptat de Terry Nation | 1962 |
| 7  | Paycheck                | 2003 | John Woo                    | "Paycheck"                      | 1953 | povestire | -                                                                 | -    |
| 8  | A Scanner Darkly        | 2006 | Richard Linklater           | Substanța M                     | 1977 | roman     | -                                                                 | -    |
| 9  | Next                    | 2007 | Lee Tamahori                | "The Golden Man"                | 1954 | povestire | -                                                                 | -    |
| 10 | Radio Free Albemuth     | 2008 | John Alan Simon             | Radio Free Albemuth             | 1976 | roman     | -                                                                 | -    |
| 11 | King of the Elves       | 2012 | Aaron Blaise, Robert Walker | "The King of the Elves"         | 1953 | povestire | -                                                                 | -    |

## Lecturi recomandate

### Biografii
- Capanna, Pablo (1995). Philip K. Dick - Idios Kosmos. Almagesto (Spanish Language) ISBN 950-751-112-1
- Carrère, Emmanuel. Bent, Timothy. (translator) (2005). I Am Alive and You Are Dead: A Journey into the Mind of Philip K. Dick. Picador. ISBN 0-312-42451-5
- Dick, Ann R. (Former Wife). (1995). Search for Philip K. Dick, 1928-1982: A Memoir and Biography of the Science Fiction Writer. Edwin Mellen Press. ISBN 0-7734-9137-6
- Mason, Daryl. (2006). The Biography of Philip K. Dick. Gollancz. ISBN 0-575-07280-6
- Mini, Anne. (2006). A Family Darkly : Love, Loss, and the Final Passions of Philip K. Dick. Carroll & Graf. ISBN 0-7867-1638-X
- Rickman, Gregg. (1989). To the High Castle: Philip K. Dick: A Life 1928-1962. Fragments West.
- Sutin, Lawrence (Official biographer). (1989). Divine Invasions: A Life of Philip K. Dick. Citadel Press; Rep edition. ISBN 0-8065-1228-8
- Williams, Paul. (1986). Only Apparently Real - The Worlds of Philip K. Dick. Entwhistle Books. ISBN 0-934558-31-0
- Wilson, Colin. "Was Philip K. Dick Possessed by an Angel?" (1992) in Unsolved Mysteries Past and Present. Contemporary Books. ISBN 0-8092-4091-2

### Interviuri
- Apel, D. Scott. (1999). Philip K. Dick : The Dream Connection. The Impermanent Press. ISBN 1-886404-03-8
- Lee, Gwen (ed). What If Our World Is Their Heaven? The Final Conversations Of Philip K. Dick. Overlook Press. ISBN 1-58567-378-1
- Rickman, Gregg. (1984). Philip K. Dick: In His Own Words. Fragments West.
- Rickman, Gregg. (1985). Philip K. Dick: The Last Testament. Fragments West.

### Cărți de studii critice
- Barlow, Aaron. (2005). How Much Does Chaos Scare You?: Politics, Religion, And Philosophy in the Fiction of Philip K. Dick. Lulu Press. ISBN 1-4116-3349-0
- Butler, Andrew M. (2000). Philip K. Dick. Pocket Essentials. ISBN 1-903047-29-3
- Butler, Andrew M. (2007). Philip K. Dick. [Enlarged edition] Pocket Essentials. ISBN 978-1-904048-92-3
- De Angelis, Valerio Massimo and Umberto Rossi (eds.) (2006). Trasmigrazioni: I mondi di Philip K. Dick. Le Monnier. ISBN 9788800204750
- Frasca, Gabriele (2007). L'oscuro scrutare di Philip K. Dick. Meltemi. ISBN 9788883535383
- Caronia, Antonio and Domenico Gallo (eds.) (2006). La macchina della paranoia: Enciclopedia dickiana. X Book. ISBN 9788895029092
- Lord RC, (2007) "PINK BEAM: A Philip K. Dick Companion" Lulu Publishers.Trade paperback, 322pp. ISBN 978-1-4303-2437-9
- Mackey, Douglas A. (1988). Philip K. Dick. Twayne. ISBN 0-8057-7515-3
- McKee, Gabriel. (2004). Pink Beams of Light from the God in the Gutter : The Science-Fictional Religion of Philip K. Dick. University Press of America. ISBN 0-7618-2673-4
- Mullen, R.D. (editor). (1992). On Philip K. Dick: 40 Articles from Science-Fiction Studies. SF-TH. ISBN 0-9633169-1-5
- Palmer, Christopher. (2003). Philip K. Dick : Exhilaration and Terror of the Postmodern. Liverpool Univ. Press. ISBN 0-85323-628-3
- Pierce, Hazel. (1982). Philip K. Dick. Borgo Press. ISBN 0-916732-33-9
- Robb, Brian J. (2006). Counterfeit Worlds: Philip K. Dick On Film. Titan Books (UK). ISBN 1-84023-968-9
- Robinson, Kim Stanley. (1989). The Novels of Philip K. Dick. Umi Research Press. ISBN 0-8357-2014-4
- Umland, Stanley J. (1995). Philip K. Dick: Contemporary Critical Interpretations. Greenwood Press. ISBN 0-313-29295-7
- Viviani, Gianfranco and Carlo Pagetti (eds.) (1989). Philip K. Dick: Il sogno dei simulacri. Nord. ISBN n.a.
- Warrick, Patricia S. (1987). Mind in Motion: The Fiction of Philip K. Dick. Southern Illinois Univ. Press. ISBN 0-8093-1326-X
- Warrick, Patricia S. (1986). Robots, Androids, and Mechanical Oddities: The Science Fiction of Philip K. Dick. Southern Illinois Univ. Press. ISBN 0-8093-1178-X

### Corespondență
- The Selected Letters of Philip K. Dick, 1938-1971. Grass Valley, California : Underwood Books, 1996 (Trade edition) ISBN 1-887424-20-2, (Slipcased edition) ISBN 1-887424-21-0[19]
- The Selected Letters of Philip K. Dick, 1972-1973. Novato, California : Underwood-Miller, 1994 ISBN 0887331610
- The Selected Letters of Philip K. Dick, 1974. Novato, California : Underwood-Miller, 1991 ISBN 0887331041
- The Selected Letters of Philip K. Dick, 1975-1976. Novato, California : Underwood-Miller, 1993 ISBN 0887331114
- The Selected Letters of Philip K. Dick, 1977-1979. Novato, California : Underwood-Miller, 1993 ISBN 0887331203
- The Selected Letters of Philip K. Dick, 1980-1982. Nevada City, California : Underwood, 2009 (Trade edition) ISBN 1-887424-26-1, (Slipcased edition) ISBN 1-887424-27-X